# Réalisations sous l'ère napoléonienne
Plusieurs réalisations[Quoi ?] ont vu le jour au cours de l'ère napoléonienne, que ce soit sur le plan académique, administratif, civique, économique, religieux ou encore urbanistique.
| Domaine            | Réalisation, |
| ------------------ | --- |
| Domaine académique | Lycées (1802) |
| Domaine académique | École militaire Saint-Cyr (1802) |
| Domaine académique | Université de France (1806) + Création de six ordres d'écoles (1808)                                                                                    |
| Domaine académique | Baccalauréat (1808) |
| Domaine académique | Ordre national de la Légion d’honneur (1802) |
| Administration     | Conseil d’État (1799) |
| Administration     | Divisions territoriales (1800) : département (+ préfet, conseil général, conseil de préfecture), Arrondissement (+ sous-préfet), Canton et Municipalité |
| Administration     | Cour des comptes (1807) |
| Domaine civique    | Rétablissement de l’esclavage (1802) |
| Domaine civique    | Code civil (1804) |
| Domaine civique    | Les Tribunaux d'appel sont remplacés par les Cours d’appel (1804)                                                                                       |
| Domaine civique    | Cour de cassation (1804) |
| Domaine civique    | Un conseil de prud'hommes à Lyon (1806) |
| Domaine civique    | Code de procédure civile (1807) |
| Domaine civique    | Le « Code des délits et des peines » est remplacé par le « Code d'instruction criminelle » (1808) et le « Code pénal » (1810)                           |
| Domaine civique    | Abolition de la traite des Noirs (1815) |
| Économie           | Banque de France (1800) + monopole d'émission de billets (1803)                                                                                         |
| Économie           | 22 chambres de commerce rétablies ou instaurées (1802)                                                                                                  |
| Économie           | Création du franc « germinal » (1803) |
| Économie           | Code de commerce (1807) |
| Religion           | Concordat (1801) |
| Religion           | Consistoire central israélite de France (1808) |
| Urbanisme          | Création de la ville de La Roche-sur-Yon (1804) |
| Urbanisme          | Arc de triomphe de l’Étoile (1806) |
| Urbanisme          | Palais Brongniart (Bourse de Paris, 1806) |
| Urbanisme          | Église de la Madeleine (1806) |
| Urbanisme          | Arc de triomphe du Carrousel (1809) |
| Urbanisme          | Palais d'Orsay (Conseil d'État, 1808) |
| Urbanisme          | Colonne Vendôme (1810) |
| Urbanisme          | Rue de Rivoli (1801) |
| Urbanisme          | Pont des Arts (1801-1803) |
| Urbanisme          | Pont d’Austerlitz (1802-1806) |
| Urbanisme          | Pont d’Iéna (1808-1814) |
| Urbanisme          | Réseau des canaux parisiens (1802) : canal Saint-Martin, canal Saint-Denis, canal de l'Ourcq                                                            |
| Urbanisme          | Pont de pierre (Bordeaux) |
| Urbanisme          | Place de la Paix (Milan) |
| Urbanisme          | Rénovation de châteaux : Malmaison, Rambouillet, Fontainebleau, Compiègne, Versailles et Maintenon                                                      |